# 100. pehotna divizija (ZDA)
100. pehotna divizija (angleško 100th Infantry Division) je bila pehotna divizija Kopenske vojske ZDA.

## Zgodovina
Leta 1946 je bila preoblikovana v 100. zračnoprevozno divizijo.